# Melesse
Melesse (bret. Meled) – miejscowość i gmina we Francji, w regionie Bretania, w departamencie Ille-et-Vilaine.
Według danych na rok 1990 gminę zamieszkiwało 4675 osób, a gęstość zaludnienia wynosiła 144 osoby/km² (wśród 1269 gmin Bretanii Melesse plasuje się na 93. miejscu pod względem liczby ludności, natomiast pod względem powierzchni na miejscu 234.).